# فرمن در برابر جورجیا
فورمن علیه جورجیا (انگلیسی: Furman v. Georgia یک پرونده جنایی برجسته بود که در آن دادگاه عالی ایالات متحده تمام ساختارهای قانونی موجود در آن زمان برای مجازات اعدام در ایالات متحده را باطل کرد. این تصمیم ۵–۴ بود و هر یک از قضات دیوان عالی نظر جداگانه‌ای در این مورد نوشتند. : ۴۶۷–۸ پس از فورمن، ایالت‌ها برای احیای مجازات اعدام حداقل باید آثار خودسرانه و تبعیض آمیز را حذف می‌کردند تا متمم هشتم قانون اساسی ایالات متحده را نقض نکنند. کلیات این پرونده بر سر این بود که آیا اجرای مجازات اعدام در ایالت جورجیا (و همچنین به‌طور گسترده‌تر در ایالات متحده) نقض ممنوعیت «مجازات‌های غیرمعمول و سنگین» که در اصلاحیه هشتم قانون اساسی ایالات متحده آمده، محسوب می‌شود یا خیر. دیوان عالی با رأی ۵ به ۴ تصمیم گرفت که اجرای مجازات اعدام در مورد Furman نقض اصلاحیه هشتم است. دلیل اصلی این تصمیم این بود که روش‌های اجرای مجازات اعدام در آن زمان خودسرانه و نامنظم بودند، که این امر به نوعی «مجازات غیرمعمول و سنگین» محسوب می‌شد.

## قضات
این تصمیم موجب تعلیق موقت مجازات اعدام در سراسر ایالات متحده شد. در پی این تصمیم، بسیاری از ایالت‌ها قوانین مربوط به مجازات اعدام را بازنگری و اصلاح کردند تا با استانداردهای تعیین شده توسط دیوان عالی مطابقت داشته باشند. این پرونده به عنوان یک نقطه عطف در تاریخ حقوقی ایالات متحده در نظر گرفته می‌شود و بر بحث‌های مداوم در مورد مجازات اعدام و حقوق بشر تأثیر گذاشته‌است.
- William O. Douglas
- William J. Brennan Jr.
- Potter Stewart
- Thurgood Marshall
- Byron White

این قضات بر این باور بودند که روش‌های اجرای مجازات اعدام در آن زمان خودسرانه و نامنظم بوده و به این ترتیب، نقض اصلاحیه هشتم قانون اساسی ایالات متحده را تشکیل می‌دهد.
قضات مخالف با تصمیم (علیه):
- Chief Justice Warren E. Burger
- Harry Blackmun
- Lewis F. Powell Jr.
- William H. Rehnquist

این قضات با تصمیم اکثریت مخالف بودند و معتقد بودند که مجازات اعدام به خودی خود نقض اصلاحیه هشتم نیست. این تصمیم دیوان عالی یکی از موارد نادری بود که هر یک از نه قاضی نظر جداگانه‌ای ارائه دادند، که نشان‌دهنده تفاوت‌های عمیق در دیدگاه‌ها و تفسیرهای قانونی در مورد مجازات اعدام بود. این پرونده به عنوان یکی از مهم‌ترین پرونده‌ها در تاریخ حقوقی ایالات متحده در نظر گرفته می‌شود و تأثیر عمیقی بر رویکرد قانونی نسبت به مجازات اعدام داشته‌است.

### قضات موافق با تصمیم (له)
ویلیام داگلاس: استدلال کرد که مجازات اعدام به شکلی خودسرانه و تبعیض‌آمیز اعمال می‌شود، که این خود نقض اصلاحیه هشتم است.
ولیام برننان: بر این باور بود که مجازات اعدام به‌طور کلی غیرانسانی است و نقض کرامت انسانی محسوب می‌شود.
پاتر استورات: تأکید کرد که مجازات اعدام به شکلی خودسرانه و نامنظم اعمال می‌شود، مانند «رعد و برقی که تصادفاً فردی را می‌زند».
ثورگود مارشال: استدلال کرد که اکثریت مردم از واقعیت‌های مجازات اعدام بی‌اطلاع هستند و اگر اطلاعات کافی داشته باشند، احتمالاً آن را رد خواهند کرد.
بریون وایت: معتقد بود که روش‌های فعلی اجرای مجازات اعدام ناعادلانه و خودسرانه هستند.

### قضات مخالف با تصمیم (علیه)
قاضی ارشد وارن برگر: استدلال کرد که تاریخ قانون اساسی نشان می‌دهد که مجازات اعدام به خودی خود نقض اصلاحیه هشتم نیست.
هری بلک‌مون: معتقد بود که مسئله اعمال مجازات اعدام باید توسط قانون‌گذاران و نه دادگاه‌ها تعیین شود.
لوییس پاول: بر این باور بود که این پرونده نباید به عنوان یک فرصت برای بازنگری کلی در مجازات اعدام مورد استفاده قرار گیرد.
ویلیام رنکویست: استدلال کرد که مجازات اعدام به عنوان بخشی از تاریخ قضایی ایالات متحده بوده و نباید به عنوان نقض اصلاحیه هشتم تلقی شود.

## قوانین بعدی
پس از تصمیم دیوان عالی در پرونده "Furman v. Georgia" در سال ۱۹۷۲، که موجب تعلیق موقت مجازات اعدام در ایالات متحده شد، مجازات اعدام به‌طور کامل متوقف نشد. در واقع، این تصمیم به بازنگری و اصلاح قوانین مربوط به مجازات اعدام در بسیاری از ایالت‌ها منجر شد. در سال ۱۹۷۶، در پرونده‌های "Gregg v. Georgia", "Jurek v. Texas"، و "Proffitt v. Florida"، دیوان عالی ایالات متحده تصمیم گرفت که مجازات اعدام، در صورتی که به شکلی منصفانه و با دقت در تعیین مجازات اعمال شود، نقض اصلاحیه هشتم نیست. این تصمیمات راه را برای از سرگیری اجرای مجازات اعدام در ایالات متحده هموار کرد.
پس از این تصمیمات، اجرای مجازات اعدام در ایالات متحده از سر گرفته شد. اولین اعدام پس از این تصمیمات در سال ۱۹۷۷ انجام شد گرچه این موضوع همچنان محل بحث و مناقشه است و قوانین مربوط به مجازات اعدام در ایالات مختلف متفاوت است. برخی ایالت‌ها مجازات اعدام را حذف کرده‌اند یا موراتوریوم (توقف موقت) بر اجرای آن اعمال کرده‌اند.